# Dona Trude
Dona Trude (em alemão: Frau Trude) ou A senhora Trude é um conto de fadas curtíssimo compilado pelos Irmãos Grimm. É o conto número 43 (KHM 43). Nele, contrariando a norma, no final o mal triunfa, embora como castigo da desobediência. Enquadra-se no Tipo 334 do Sistema Aarne-Thompson-Uther (ATU) de classificação de contos folclóricos.

## Origem
A história foi publicada pelos Irmãos Grimm na terceira edição de Kinder- und Hausmärchen em 1837 e baseia-se no poema de Meier Teddy "Klein Bäschen und Frau Trude" ("A priminha e a Sra. Trude") publicado no Frauentaschenbuch (Caderno de bolso feminino) de 1823.

## História
Uma menina teimosa conta aos pais que ouviu falar sobre a Senhora Trude e pretende visitá-la. Os pais proíbem a visita, dizendo que ela é uma mulher má, mas a filha vai assim mesmo. Chegando lá, se assusta ao ver um homem negro, um homem verde e um homem vermelho na porta da casa. Dona Trude explica que foi seu carvoeiro, caçador e açougueiro. Também ao olhar pela janela, a menina viu o "demônio com uma cabeça de fogo". De fato, Dona Trude é uma bruxa que transforma a garota num bloco de madeira e a atira no fogo. "Pelo menos uma vez na vida você ilumina brilhantemente."